# Ibbenbürener Volkszeitung
Die Ibbenbürener Volkszeitung (IVZ) ist eine Tageszeitung für die nördliche Region Tecklenburger Land (Kreis Steinfurt). Sitz der Hauptredaktion ist Ibbenbüren. Die verkaufte Auflage beträgt 15.089 Exemplare, ein Minus von 11 Prozent seit 1998.

## Geschichte
Die als zentrumsnahes Sprachrohr für den Kreis Tecklenburg von Theodor Rieping (1852–1930, Buchbinder und Kaufmann) und Franz Brockmeyer (Redakteur bis 1899) gegründete Zeitung erschien erstmals am 14. Dezember 1898 mit einer Probeausgabe zur Abonnentenwerbung. Ein Jahr später gründeten 41 Kaufleute, Handwerker und Bauern die Ibbenbürener Vereinsdruckerei GmbH (IVD) und brachten die spätere Tageszeitung zunächst an drei Tagen der Woche (dienstags, donnerstags und samstags) heraus. Der Preis für ein Abonnement betrug 75 Pfennige für ein Vierteljahr. Die IVZ hatte von Beginn an auch Abonnenten im Ausland, überwiegend in den Niederlanden, verzeichnete aber im Jahr 1902 zwei Abonnenten in den USA und einen in Gabun. Zum 1. Januar 2003 gaben die konkurrierenden Westfälische Nachrichten ihre Ibbenbürener Lokalausgabe auf und beschlossen eine Zusammenarbeit mit der IVZ, welche ihr Verbreitungsgebiet in den östlichen Gemeinden des Tecklenburger Landes erweiterte. Am 14. Dezember 2023 feierte die Ibbenbürener Volkszeitung ihr 125-jähriges Bestehen.

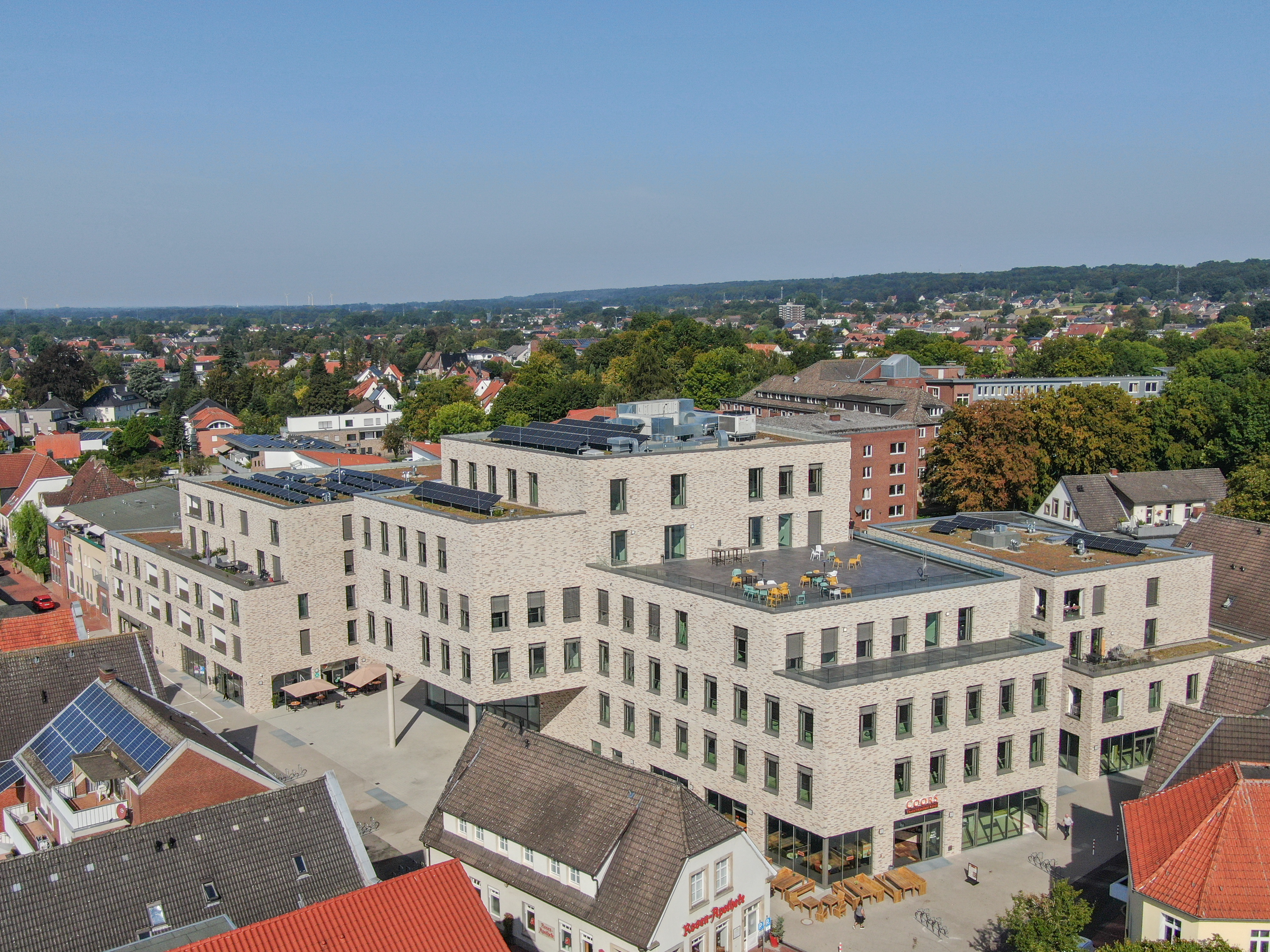
Das Südstadtquartier in Ibbenbüren ist seit 2022 Sitz des IVZ-Medienhauses.

## Auflage

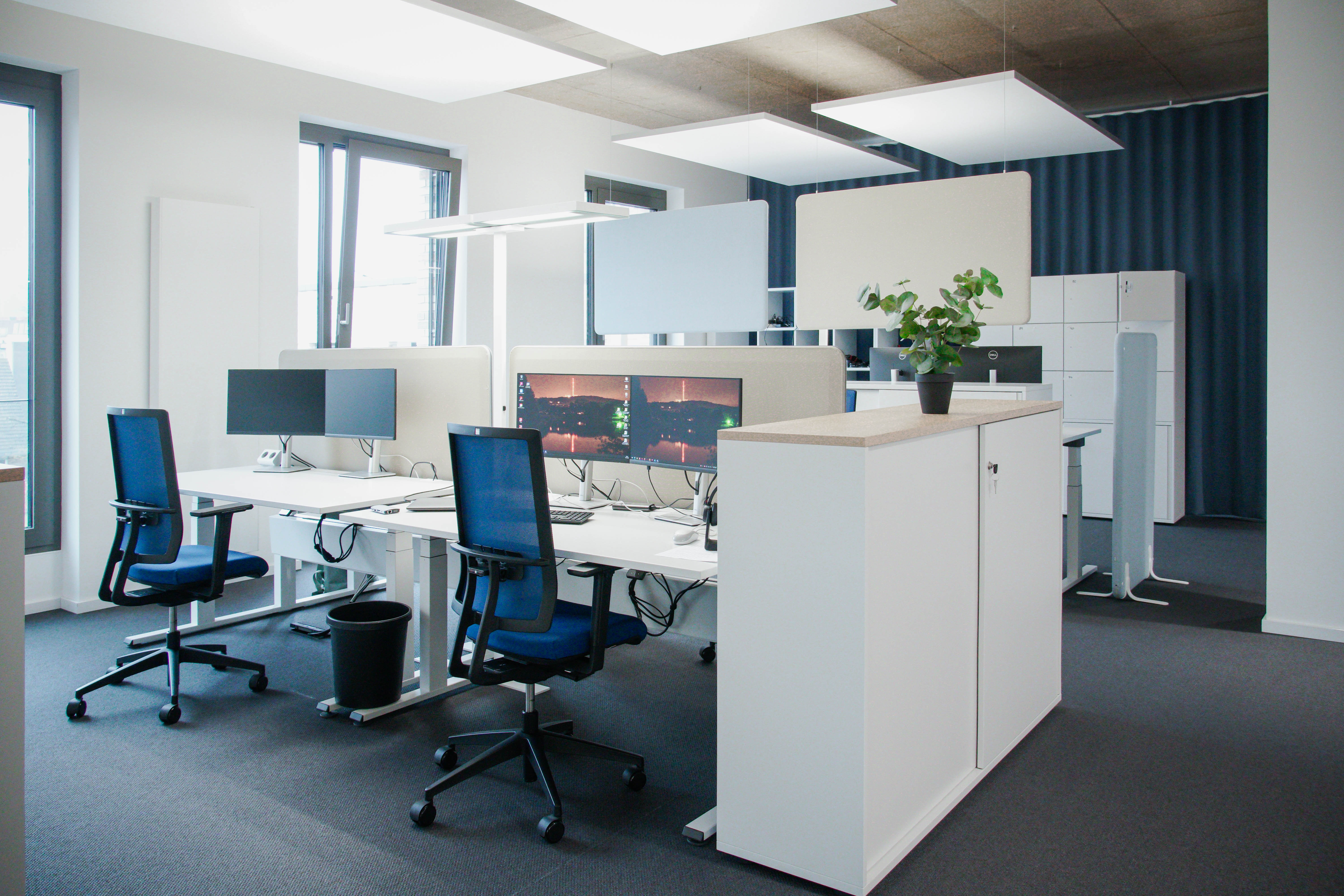
Das IVZ-Medienhaus im Südstadtquartier.

Die Ibbenbürener Volkszeitung hat wie die meisten deutschen Tageszeitungen in den vergangenen Jahren an Auflage verloren. Die verkaufte Auflage ist in den vergangenen 10 Jahren um durchschnittlich 2,3 % pro Jahr gesunken. Im vergangenen Jahr hat sie um 2,5 % abgenommen. Sie beträgt gegenwärtig 15.089 Exemplare. Der Anteil der Abonnements an der verkauften Auflage liegt bei 97,6 Prozent.
| 1998  | 1999  | 2000  | 2001  | 2002  | 2003  | 2004  | 2005  | 2006  | 2007  | 2008  | 2009  | 2010  | 2011  | 2012  | 2013  | 2014  | 2015  | 2016  | 2017  | 2018  | 2019  | 2020  | 2021  | 2022  | 2023  | 2024  |
| ----- | ----- | ----- | ----- | ----- | ----- | ----- | ----- | ----- | ----- | ----- | ----- | ----- | ----- | ----- | ----- | ----- | ----- | ----- | ----- | ----- | ----- | ----- | ----- | ----- | ----- | ----- |
| 16945 | 17019 | 17030 | 16835 | 16876 | 22074 | 23474 | 21708 | 21392 | 21395 | 21137 | 20927 | 20929 | 20601 | 19831 | 19402 | 19022 | 18561 | 18154 | 17647 | 17083 | 16634 | 17251 | 16778 | 16158 | 15480 | 15089 |